# Józef Mital
Józef Mital ps. Gruby Józek (ur. 4 października 1906 w Jasieńcu Soleckim w powiecie zwoleńskim, zm. we wrześniu 1943 w Radomiu) – działacz polskiego ruchu ludowego i  komunistycznego.

## Życiorys
Po ukończeniu szkoły powszechnej pracował jako robotnik folwarczny i uzyskał kwalifikacje kołodzieja. W kwietniu 1929 wstąpił do KPP i po pewnym czasie objął funkcję sekretarza Komitetu Gminnego KPP Grabów Stary. Prowadził agitację wśród robotników rolnych i chłopów jako członek legalnie działającej organizacji Zjednoczenie Lewicy Chłopskiej Samopomoc. Po jej delegalizacji w maju 1931 znalazł się pod obserwacją policji. W tym roku został aresztowany pod zarzutem organizowania strajku w majątku Wacławów, gdzie sam pracował, po kilku tygodniach zwolniony z braku wystarczających dowodów.
W 1931 został członkiem Komitetu Dzielnicowego (KD) KPP Lipsko. 14 stycznia 1937 wybrany sekretarzem KD KPP Lipsko i dokooptowany do Komitetu Okręgowego (KO) KPP Radom. W czerwcu 1934 ponownie osadzony w areszcie śledczym, po blisko rocznym śledztwie uniewinniony. We wrześniu 1937 po raz trzeci aresztowany  pod zarzutem agitacji na rzecz strajku chłopskiego i osadzony w obozie w Berezie Kartuskiej, gdzie przebywał do września 1939. W czasie okupacji był jednym z pierwszych organizatorów PPR na terenie Kielecczyzny. Wszedł w skład KO PPR Radom w chwili jego wyłonienia w lutym 1942. Z ramienia KO PPR nawiązał kontakt z aktywem komunistycznym dawnej dzielnicy Lipsko i w oparciu o KO w marcu 1942 został utworzony KD PPR Dzielnicy Nadwiślańskiej. Jako członek KO PPR opiekował się dzielnicami PPR Radom i Nadwiślańska (później Chotcza-Józefów). Planował i współorganizował wiele akcji bojowych wykonywanych przez oddziały partyzanckie i grupy wypadowe GL na terenie powiatów Radom, Kozienice i Iłża. Od końca maja do sierpnia 1943 pełnił obowiązki sekretarza KO PPR.
Zginął w niewyjaśnionych bliżej okolicznościach we wrześniu 1943. Pośmiertnie odznaczony Krzyżem Grunwaldu III kl. Jego imię nadano szkole podstawowej w Kazanowie w powiecie zwoleńskim.